# El Dorado
El Dorado, Eldorado – legendarna kraina w Ameryce Południowej pełna złota. Słowo to pochodzi od skróconego hiszpańskiego określenia „el hombre dorado”, czyli „złoty człowiek”.
Podczas poszukiwania złota pierwsi konkwistadorzy hiszpańscy dowiedzieli się o rytuale oklejania jednego z wodzów Indian pyłem złota i obmywaniu w jeziorze Guatavitá w Andach Północnych w dzisiejszej Kolumbii. Tradycja, aczkolwiek faktycznie istniejąca, została zaprzestana już około ćwierć wieku przed przybyciem Kolumba (1492), o czym nie wiedzieli europejscy poszukiwacze.
El Dorado poszukiwano wszędzie, od dzisiejszych południowych stanów USA po głąb Ameryki Południowej. Król Karol V Habsburg nie mogąc spłacić ogromnych długów wobec augsburskiej rodziny bankierów Welserów, w ramach spłaty oddał im tereny zamieszkane przez El Dorado (czyli jak wówczas rozumiano dzisiejsze okolice Wenezueli). Welserowie mieli zaspokoić roszczenia finansowe odnajdując El Dorado na własną rękę. W ten sposób powstała Mała Wenecja (niem. Klein-Venedig) – niemiecka kolonia w Ameryce Południowej. Wyprawy organizowane przez rodzinę bezskutecznie poszukiwały człowieka i jego złota od 1529 roku. Ich bazą było Coro w Wenezueli.
Przez następne stulecia były podejmowane liczne próby wydobycia kosztowności z dna jezior, m.in. poprzez nurkowanie i odpompowywanie wody.